# Shaheizy Sam

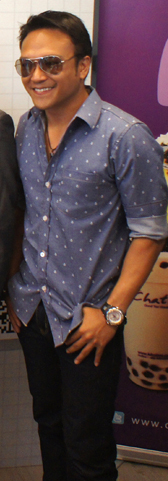
Shaheizy Sam (2013)

Shaheizy Sam bin Abdul Samad (geb. 4. September 1982), besser bekannt unter seinem Künstlernamen Shaheizy Sam, ist ein malaysischer Schauspieler, Sänger und Produzent.

## Biografie
Samad, der in den 1990er Jahren bekannt wurde, spielte in Bohsia: Jangan Pilih Jalan Hitam im Jahr 2009 und der Kinofilm Adnan Sempit im folgenden Jahr. Ein preisgekrönter Schauspieler. Ein vielseitiger Schauspieler, der seinen Körper je nach Charakter in jedem Drehbuch ändern möchte.
Drei seiner Geschwister sind ebenfalls in der Unterhaltungsindustrie tätig. Bruder Ahmad Shah Al-Jeffry (auch bekannt als Jeff) war Mitglied einer Popgruppe, die in den 1990er Jahren populär war. Schwester Zizie Ezette ist Schauspielerin in zahlreichen Film- und Fernsehdramen.
Shaheizy Sam hat am 8. Februar 2016 die malaysische Schauspielerin Syatilla Melvin geheiratet. Das Ehepaar hat seit 2017 einen Sohn.

## Filmografie
- 2021: Im Herzen des Dschungels (Edge of the World)